# À nous deux
À nous deux (Brasil: A Nós Dois ) é um filme francês de Claude Lelouch lançado em 1979.

## Ficha técnica
- Diretor : Claude Lelouch
- Música : Francis Lai
- Canção tema : Fabienne Thibeault
- Tempo : 112 minutos
- Data de estreia : 23 de maio de 1979

## Elenco
- Catherine Deneuve : Françoise
- Jacques Dutronc : Simon
- Jacques Villeret : Tonton Musique
- Paul Préboist : Mimile
- Gilberte Géniat
- Evelyne Ker : Tata Musique
- Jean-François Rémi : O pai de Françoise
- Monique Mélinand : A mãe de Françoise
- Bernard Le Coq : O fotógrafo
- Guy Rétoré : O ministro
- Daniel Auteuil : Un voyou
- John Boylan
- Gérard Caillaud : Bliche
- Nathalie Caron
- Bernard Crombey : L'inspecteur Alain
- Gérard Darmon
- Alain David
- Emile Genest
- Marie-Pierre de Gérando : Mme Lucas
- Evelyne Gilbert
- Bunny Godillot
- Jacques Godin
- Anne Jousset
- Myriam Mézières
- Jean-Paul Muel
- Xavier Saint-Macary : O detetive
- Gérard Surugue
- Simon Lelouch : Marc (sem créditos)
- Olivier Lai : Simon enfant (sem créditos)
- Chiara Mastroianni : A filha (sem créditos)